# Lee Keun-ho (Fußballspieler, 1996)
Lee Keun-ho (kor. 이근호; * 21. Mai 1996 in Jinju) ist ein südkoreanischer Fußballspieler.

## Karriere

### Verein
Lee Keun-ho erlernte das Fußballspielen in der Jugendmannschaft vom Gyeongnam FC, in der Schulmannschaft der Eonnam High School sowie in der Universitätsmannschaft der Yonsei University. Seinen ersten Profivertrag unterschrieb er am 5. Januar 2018 bei den Pohang Steelers. Der Verein aus Pohang spielte in der ersten Liga, der K League 1. Für die Steelers bestritt er 30 Erstligaspiele. Nach einer Saison wechselte er nach Jeonju zum ebenfalls in der ersten Liga spielenden Jeonbuk Hyundai Motors. Nach zwei Erstligaspielen wurde er von Ende Juni 2019 bis Jahresende 2019 an den Ligakonkurrenten Jeju United ausgeliehen. Für das Fußballfranchise aus Jeju bestritt er 13 Erstligaspiele. Von Januar 2020 bis Dezember 2020 spielte er bei Sangju Sangmu FC und von Januar 2021 bis Juni 2021 bei dessen Nachfolgeverein Gimcheon Sangmu FC. Zu den Spielern des Vereins zählen südkoreanische Profifußballer, die ihren zweijährigen Militärdienst ableisten. Nach dem Militärdienst kehrte er am 23. Juni 2021 zu Jeonbuk zurück. Nach seiner Rückkehr kam er in der ersten Liga nicht mehr zum Einsatz. 2022 bestritt er ein Spiel für die zweite Mannschaft. Hier kam er am 9. Juli 2022 in einem Viertligaspiel gegen Seoul Nowon United FC zum Einsatz. Nach Vertragsende bei Jeonbuk wechselte er im Januar 2023 zum Zweitligisten Ansan Greeners FC. Für das Fußballfranchise aus Ansan bestritt er bis Ende Juni 2023 fünf Zweitligaspiele. Den Rest des Jahres war er vertrags- und vereinslos. Im Januar 2024 zog es ihn nach Thailand. Hier unterschrieb er in Trat FC einen Vertrag beim Erstligisten Trat FC. Am Ende der Saison 2023/24 belegte er mit Trat den letzten Tabellenplatz und musste somit in die zweite Liga absteigen.

### Nationalmannschaft
Lee Keun-ho spielte 2018 siebenmal für die südkoreanische U23-Nationalmannschaft. Hier kam er einmal in einem Freundschaftsspiel und sechsmal im Rahmen der U23-Asienmeisterschaft zum Einsatz. Bei der Asienmeisterschaft erreichte man den vierten Platz. Im Spiel um den dritten Platz musste man sich Katar mit 1:0 geschlagen geben.